# 琼·阿利森

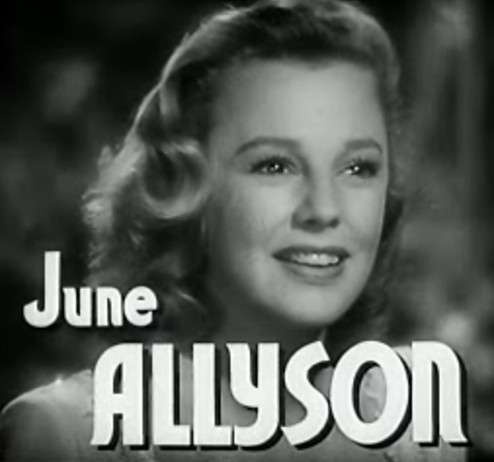
June Allyson

琼·阿利森（英語：June Allyson，1917年10月7日—2006年7月8日），女，美国演员。曾获得金球奖最佳音乐及喜剧类电影女主角。